# Imadoki!
Imadoki! ( イマドキ!Imadoki!?) es un manga de Yuu Watase. Tiene cinco volúmenes, y ha sido traducido al español por Glénat.

## Resumen
Imadoki! es la historia de Tanpopo Yamazaki, una chica que decide trasladarse de Hokkaidō a Tokio para poder iniciar la Preparatoria en un ambiente totalmente nuevo. Cuando va a visitar su nueva escuela, la Academia Meio, conoce a un joven que está plantando una semilla de Tanpopo (Diente de León). 
Al día siguiente en la escuela, Tanpopo no sólo está asombrada por la modernidad de las instalaciones sino también porque está en la misma clase que el joven que conoció el día anterior: Koki Kugyo, el hijo del dueño de Meio. Cuando lo saluda, Koki hace como que no la conoce, y ella se impacta al ver que él reacciona de una manera tan diferente a la de su anterior encuentro.  
Mientras tanto, los estudiantes de la escuela descubren que Tanpopo es una chica que suspendió el examen de ingreso, aunque aprobó en la repesca, y su familia no tiene dinero por eso comienzan a molestarla. En un esfuerzo por cambiar la jerarquía social de la escuela y además encontrar algunos nuevos amigos, Tanpopo alegremente abre el "Club de Plantas". Pronto, ella atrae la atención de estudiantes como la poco amable Saionji Tsukiko, y de Kugyo, quien comienza a mostrar su lado amable. Sin embargo, tan pronto como la amistad de Tanpopo y Kugyo comienza a desarrollarse y su club de jardinería crece, secretos de la vida familiar de Kugyo son revelados. La tensión aumenta cuando Tanpopo comienza a enamorarse de Kugyo y él de ella, aunque este se contiene ya que está comprometido con otra chica de su mismo estatus.

## Personajes
Tanpopo Yamazaki (山崎たんぽぽ Yamazaki Tanpopo?)
Tanpopo la protagonista del manga, y la mayor parte de la historia se centra en sus aventuras y relaciones. Tanpopo, una "chica del campo", se trasladó desde un pequeño pueblo de Hokkaidō a Tokio, para asistir a la Academia Meio. Aunque inicialmente es rechazada por sus compañeros por su falta de dinero y de conexiones familiares, Tanpopo está decidida a ganarse su lugar en la escuela. Comienza con el "Club de Jardinería" (a pesar del hecho de que tener plantas vivas es ilegal dentro de los terrenos de la escuela) con otros compañeros con el fin de traer vida a la escuela. Tanpopo sufre de  claustrofobia, ya que quedó atrapada en el automóvil de sus padres luego de un choque que los mató a ambos. Ella también tiene un zorro mascota llamado Chopo. Sus amigos incluyen a Koki Kugyo, Aoi Kyougoku, Tsukiko Saionji y Arisa Uchimura.
Koki Kugyo (九卿公暉 Kugyou Kouki?)
Koki es el protagonista masculino del manga, y el principal interés amoroso de Tanpopo al comienzo.  Es un joven serio, y de alguna forma le pesan sus responsabilidades familiares. Ya que es el más rico de todos los estudiantes de la escuela, Koki se siente obligado a vivir de acuerdo a los estándares que los demás le ponen. Está comprometido con una joven de clase alta, Erika Yanahara, quien estaba anteriormente comprometida con el hermano de Koki, Yoji. Es a causa de su compromiso con Erika que Koki desarrolla un extremo desagrado hacia su hermano. Koki está en el "Club de Jardinería" con Tanpopo y otros compañeros, defiende a Tanpopo cuando otros no lo hacen, e incluso es capaz de deliberadamente cambiar las normas de la escuela para darle el gusto a ella. El hobby favorito de Koki es la jardinería, y cuando está cerca de plantas, su personalidad cambia de ser una persona fría y seria a un individuo alegre, despreocupado, y algo obsesivo (que incluso habla con acento de Kansai). Al principio del manga, ella lo llama "pala", por no saber su verdadero nombre.
Aoi Kyougoku (京極　葵 Kyougoku Aoi?)
Aoi es un genio de las computadoras que es bastante bromista. Tiene un sentido del humor muy interesante, que le da al manga un toque cómico. En una ocasión, por ejemplo, deja atrapados a Koki y a Tanpopo en un ascensor de la escuela, y se disculpa diciendo que solo lo hace por diversión, que él lo llama "mis cinco minutos de hacker-gloria". Sin embargo, tiene buen corazón, y se vuelve un amigo cercano de Tanpopo y Koki. Además, la madre de Aoi es la arquitecto que diseñó la Preparatoria Meio.
Tsukiko Saionji (西園寺月子 Saionji Tsukiko?)
Tsukiko es la primera amiga de Tanpopo en la Academia Meio. Aunque parece ser bastante inocente,  Tsukiko originalmente no es para nada dulce, pero cambia para mejor hacia el final del manga. Se ha propuesto casarse para entrar a la familia Kugyo, y tiene sus ojos puestos en Koki. Tsukiko eventualmente supera su deseo por Koki y deja que Tanpopo se lo quede, y después de eso parece desarrollar algún sentimiento por Aoi; aunque esto nunca queda explícitamente establecido.
Arisa Uchimura (内村有佐 Uchimura Arisa?)
Arisa es lo que se conoce como una Ganguro o Kogal. Lleva mucho maquillaje blanco y tiene una piel muy tostada. Cuando se trata de calificaciones, no es particularmente una buena estudiante, y la mayor parte del tiempo se le encuentra durmiendo, incluso estando en la escuela. Ella acaba involucrándose con Ogata, pero la experiencia la cambia para mejor.
Erika Yanahara (柳原江里花 Yanahara Erika ?)
Erika iba a casarse originalmente con Yoji Kugyo, pero después de que él huyera, ella fue dejada al cuidado de Koki. Erika ama a Koki tal como alguna vez amó a Yoji, pero probablemente tiene más intenciones de casarse por bienestar y poder, que por amor. Ella y Tanpopo sostienen acaloradas discusiones a causa de Koki a lo largo del manga.
Yoji Kugyo (九卿耀司 Kugyou Youji?)
Yoji es el hermano mayor de Koki. Es un espíritu libre, y huye de las presiones que le da el alto estatus de su familia para convertirse en un fotógrafo. A su regreso, se enamora de Tanpopo, e incluso terminan saliendo juntos por un corto tiempo. Yoji es una persona auténtica en quien se puede confiar, y él y Tanpopo pronto se vuelven íntimos amigos.
Ogata
Ogata es uno de los estudiantes más populares y poderosos de la Academia Meio. Es extremadamente celoso de Koki debido a su bienestar familiar y a su estatus. De Ogata, un conocido Don Juan, se dice que ha embarazado a varias estudiantes de la Academia Meio, incluyendo a Arisa. Incluso coquetea con   Tanpopo e intenta conseguir que ella salga con él, pero una y otra vez falla en ganarse el corazón de Tanpopo. Cerca del final decide hacerse cargo de Arisa y del bebé de ambos.
Chopo (ポプラ?)
Chopo es el zorro mascota de Tanpopo. Su nombre proviene de un tipo de árbol, y es un fiel compañero de Tanpopo; siempre está ahí para ella cuando lo necesita.

## Volúmenes

### Español
- Volumen 1: Diente de León
- Volumen 2: Magnolia
- Volumen 3: Daffodil
- Volumen 4: Rosa
- Volumen 5: Poppy

### Japonés
A continuación se muestra la lista de tankōbon de Imadoki! en japonés.
1. ISBN 4-09-137473-5 published in August 2000
2. ISBN 4-09-137474-3 Published in November 2000
3. ISBN 4-09-137475-1 published in February 2001
4. ISBN 4-09-137476-X published in May 2001
5. ISBN 4-09-137477-8 published in July 2001